# Ozyptila annulipes
Ozyptila annulipes är en spindelart som först beskrevs av Lucas 1846.  Ozyptila annulipes ingår i släktet Ozyptila och familjen krabbspindlar.
Artens utbredningsområde är Algeriet. Inga underarter finns listade i Catalogue of Life.